# Vezza d'Alba
Vezza d'Alba é uma comuna italiana da região do Piemonte, província de Cuneo, com cerca de 2.073 habitantes. Estende-se por uma área de 14 km², tendo uma densidade populacional de 148 hab/km². Faz fronteira com Canale, Castagnito, Castellinaldo, Corneliano d'Alba, Guarene, Montaldo Roero, Monteu Roero.

## Demografia
| Variação demográfica do município entre 1861 e 2011                               |
|                                                                                   |
| Fonte: Istituto Nazionale di Statistica (ISTAT) - Elaboração gráfica da Wikipedia |